# Slavko Dokmanović
Slavko Dokmanović (14. prosince 1949 Trpinja – 29. června 1998 Haag) byl chorvatský Srb, v 90. let starosta chorvatského města Vukovar. Během chorvatské války za nezávislost se v listopadu 1991 zúčastnil masakru na farmě Ovčara, kde srbští militanti surově bili a poté masově popravili celkově 260 chorvatských zajatců. Za svůj podíl na masakru byl Dokmanović Mezinárodním trestním tribunálem pro bývalou Jugoslávii obviněn z porušení Ženevských úmluv a ze zločinů proti lidskosti. Před vynesením rozsudku však spáchal sebevraždu.
Do funkce starosty Vukovaru byl zvolen v roce 1990, tedy ještě před vypuknutím války v Jugoslávii. Po vypuknutí prvních konfliktů na jaře 1991 byl z pozice chorvatskou vládou odvolán, starostou se stal znovu poté, co vojáci Republiky Srbská krajina město v listopadu 1991 obsadili. Právě krátce po obsazení Vukovaru srbskou armádou byli zajatci z místní nemocnice převezeni do kasáren jugoslávské armády, následně na zajatecký tábor na prasečí farmě Ovčara. Zde se na masakru Dokmanović dle očitých svědků, kterým se podařilo z farmy utéct, osobně podílel na násilí páchaném vůči zajatcům.
Za svůj podíl na masakru byl Dokmanović v březnu 1996 v rámci tajné obžaloby obviněn Mezinárodním trestním tribunálem pro bývalou Jugoslávii (ICTY). V této době tribunál obvinil již přes 70 lidí, žádný z nich však nebyl zatčen. S pověřením prokurátorky tribnuálu Louis Arbourové tým vyšetřovatelů, vedený americkým právníkem Clintem Williamsonem, britským policistou Kevinem Curtisem a českým vyšetřovatelem Vladimírem Dzurem, naplánoval zatčení obviněného Dokmanoviće. Na tzv. operaci Květinka (Little Flower) se podílela polská speciální jednotka GROM. Po vylákání týmem ICTY na chorvatské území byl Dokmanović dne 27. června 1997 zatčen a letadlem z chorvatského Čepinu převezen do věznice v Scheveningenu. Stal se tak prvním obviněným, kterého haagský tribunál zatkl. V letadle opakovaně požádal o svou příruční tašku, požadavek byl však vyšetřovateli zamítnut. Při bezpečností kontrole v Nizozemsku se zjistlo, že v brašně měl Dokmanović nabitou střelnou zbraň. Pokud by se ke své zbrani zatčený dostal, byl by jediným ozbrojeným mužem na palubě letadla. Úspěch operace Květinka využilo vedení tribunálu k tomu, aby vyvinulo nátlak na jednotky NATO, které v té době již v Jugoslávii v rámci udržování míru působily. V následujících týdnech vojáci NATO zatkli další obžalované.
Soudní řízení s Dokmanovićem probíhalo od ledna 1998. Byl obviněn a souzen společně s tzv. vukovarskou trojkou – majorem Veselinem Šljivančaninem, plukovníkem Mile Mrkšićem a kapitánem Miroslavem Radićem, kteří se na masakru podíleli. Veškerá obvinění Dokmanović odmítl. Dne 29. června 1998, týden před plánovaným vynesením rozsudku, spáchal ve své cele sebevraždu. Poté, co zkratoval osvětlení cely, se ve tmě oběsil kravatou, kterou přivázal k dveřním pantům. Dokmanović bral léky na deprese, již předtím se ve vězení pokusil o sebevraždu. Trestní řízení bylo po sebevraždě ukončeno.